# 三浦孝太 (格闘家)
三浦 孝太（みうら こうた、2002年〈平成14年〉5月28日 - ）は、日本の総合格闘家。兵庫県神戸市出身。BRAVE所属。平本蓮率いる格闘家チーム「BLACK ROSE」のメンバー。父は元サッカー日本代表の三浦知良。

## 経歴

### 生い立ち
父である三浦知良がヴィッセル神戸に在籍していた2002年に神戸市で生まれる。3年後に父が横浜FCに移籍したため、家族で東京に転居。早稲田実業学校中等部、明星学園高等学校卒業。
幼少期から父の影響でサッカーに打ち込んでいたが、父がボクシング好きでもあった影響で小学生のころから格闘技に興味を持ちだし、中学生になるとボクシングジムに週1のペースで通い始めるようになる。当時は格闘家になりたいというわけではなく「強くなれればいい」といった趣味感覚でボクシングジムに通っていた。
高校生時はサッカー部の練習後にKRAZY BEEなどの総合格闘技のジムへ通いだすようになり、いくつかのジムを転々としたのち、宮田和幸が主宰する総合格闘技ジム「BRAVE」に入門する。高校2年の時に椎間板ヘルニアにかかり、数か月入院してリハビリ生活を送った後、復帰した際にサッカーを辞め、本格的に総合格闘技を始める。そのころには「格闘家として生きて行きたい」という気持ちが固まっていたため、大学には進学せずにBRAVEで寮生活を始め、宮田に師事する。

### プロデビュー
2021年12月31日にRIZINが開催したRIZIN.33で総合格闘家としてプロデビュー。YUSHIと3分3Rの特別ルールで対戦し、1RサッカーボールキックでTKO勝利。 試合後、ファンがTikTokで同試合の映像を投稿するとビジュアルの良さ、三浦知良の息子であることなどを理由に一気に拡散される。自身のInstagramアカウントもフォロワーが約3000人の状態から66万6千人まで到達した（なお、フォロワーの半数は東南アジア）。
2022年開催のRIZIN LANDMARK vol.3およびRIZIN.37でフェリペ“キングハンター”マソーニと対戦予定であったが、首の怪我、新型コロナウイルス感染により出場を辞退した。
YUSHI戦後に得た人気の影響で2022年8月19日にタイ・ラジャダムナン・スタジアムで開催されたラジャダムナン・ワールドシリーズ（RWS）に出場。観客席には現地の若い女性たちが集まる中、タイで「ムエタイの生ける伝説」と目されるブアカーオ・ポー.プラムックとキックボクシングルールでエキシビションマッチを行い、3Rの終了間際にラッシュを浴びてレフェリーストップ。ブアカーオに実力差をみせつけられた展開となったが、帰国時の空港でも大勢の女性ファンに見送られ、その様子が現地のニュースメディア「ザ・スタンダード」などで報じられた。
9月25日には超RIZINでブンチュアイ・ポーンスーンヌーンと3分3Rの特別ルールで対戦し、1R腕ひしぎ十字固めで一本勝ち。
2023年5月6日に開催されたRIZIN.42でYA-MANと総合格闘技ルールで対戦。序盤は何度もテイクダウンしてギロチンチョークを仕掛けるなどしたが、膝蹴りを受けてパウンドでレフェリーストップによる1RTKO負け。 同年12月31日に開催されたRIZIN.45では皇治と対戦し、サッカーボールキックで2RKO負け。試合後インタビューでは、前半の打撃の展開で右手を骨折し、狙いであった組みの展開にいけなくなったことを明かした。 また、同大会出場に際して平本蓮が結成した格闘家チーム「BLACK ROSE」に加入。
2024年12月31日に開催された「RIZIN DECADE」で行われた、平本蓮率いる「BLACK ROSE軍」と朝倉未来率いる「BreakingDown軍」の対抗戦『雷神番外地』に「BLACK ROSE軍」の選手として出場。冨澤大智と対戦し、1回1分53秒に左膝蹴りをもらい失神KO負け。

## 選手としての特徴
師匠である宮田和幸は、「打撃はうまい」と評しており、スター性、華があると話している。RENAとはBRAVE練習生のころから一緒に練習する機会があり、RENAは三浦について「センスはすごい」「（上に乗った相手をはね飛ばす）ブリッジ力が強い」と評している。
アスリートとして尊敬している人物は父（三浦知良）であり、子供のころから父のような尊敬の出来る人間になりたいと漠然と思っていた。小学校の卒業アルバムには「将来は（自分の）父親のようなスターになる」と書いた。ファイトスタイルが好きな格闘家は金太郎。

## 人物
趣味はサウナと買い物とテレビゲームであり、荒野行動やウイニングイレブンといったゲームのファンである。映画『男はつらいよ』シリーズのファンであり、試合の入場曲に同作品主題歌のラップバージョンを使用している。

## 交友関係
那須川天心とは本格的に格闘技を始める前からサーフィンに行く仲であり、格闘家に転身するきっかけを作った人物でもある。少年時代にネイマールと対面し、一緒にフットサルなどで遊んだ過去がある。2022年にネイマールが訪日した際に再会している。

## 家族
父は元サッカー日本代表の三浦知良、母はファッションモデル/女優の三浦りさ子（旧姓：設楽りさ子）、伯父はサッカー指導者で元サッカー日本代表の三浦泰年、母方の祖父は三菱商事の常務取締役を務めた設楽卓也。大叔父はセレクトショップビームス（BEAMS）代表取締役社長の設楽洋。兄は俳優の三浦獠太。自身は次男である。
また、『はじめまして!一番遠い親戚さん』（日本テレビ系）の調査によれば、俳優でDISH//の北村匠海は遠縁の親戚関係にあたる。

## 戦績

### プロ総合格闘技
| 総合格闘技 戦績 | 総合格闘技 戦績 | 総合格闘技 戦績 | 総合格闘技 戦績 | 総合格闘技 戦績 | 総合格闘技 戦績 | 総合格闘技 戦績 |
| --------------- | --------------- | --------------- | --------------- | --------------- | --------------- | --------------- |
| 6 試合          | (T)KO           | 一本            | 判定            | その他          | 引き分け        | 無効試合        |
| 2 勝            | 1               | 1               | 0               | 0               | 0               | 0               |
| 4 敗            | 4               | 0               | 0               | 0               | 0               | 0               |

| 勝敗 | 対戦相手                         | 試合結果                            | 大会名                      | 開催年月日     |
| ×    | クォン・ヨンチョル               | 1R 2:46 KO（グラウンドでの膝蹴り）  | RIZIN WORLD SERIES in KOREA | 2025年5月31日  |
| ×    | 冨澤大智                         | 1R 1:53 KO（左膝蹴り）              | RIZIN DECADE                | 2024年12月31日 |
| ×    | 皇治                             | 2R 0:59 TKO（サッカーボールキック） | RIZIN.45                    | 2023年12月31日 |
| ×    | YA-MAN                           | 1R 3:13 TKO（グラウンドパンチ）     | RIZIN.42                    | 2023年5月6日   |
| ○    | ブンチュアイ・ポーンスーンヌーン | 1R 1:54 腕ひしぎ十字固め            | 超RIZIN                     | 2022年9月25日  |
| ○    | YUSHI                            | 1R 3:00 TKO（サッカーボールキック） | RIZIN.33                    | 2021年12月31日 |

### エキシビション（キックボクシング）
| 勝敗 | 対戦相手                   | 試合結果                          | 大会名                         | 開催年月日    |
| △    | ジョーカー・ファイトクラブ | 3R終了 判定なし                   | Fight Club Thailand            | 2023年7月1日  |
| ×    | ブアカーオ・バンチャメーク | 3R 2:25 TKO（レフェリーストップ） | RWS Ratchadamnoen World Series | 2022年8月19日 |

## メディア出演

### テレビ
- 逃走中 ～ハンターと偽ハンター～（2022年3月20日、フジテレビ）
- ジャンクスポーツ カズとアレジの息子＆井上尚弥＆南葛SCがやってきたぞSP（2022年4月10日、フジテレビ）[46]
- 行列のできる相談所（2022年4月17日、日本テレビ）
- 突然ですが占ってもいいですか?（2022年4月25日、フジテレビ）
- アイ・アム・冒険少年（2022年5月30日放送、TBS）
- ジャンクスポーツ NEXTブレイクアスリート大集結（2022年6月19日、フジテレビ）
- バラいろダンディ（2022年9月15日、TOKYO MX）
- サバンナ高橋のサウナの神様（2022年12月29日、TOKYO MX）
- ダウンタウン vs Z世代！ヤバイ昭和SP（2023年2月4日、日本テレビ）
- お願い!ランキング presents そだてれび（2023年12月12日、テレビ朝日）
- 逃走中 〜お台場リベンジャーズ〜（2023年12月31日、フジテレビ）
- お願い！ランキング presents そだてれび（2024年1月9日、テレビ朝日）

### テレビドラマ
- Qrosの女 スクープという名の狂気（2024年10月7日 - 12月9日、テレビ東京） - 近藤サトル 役[47]

### ネット配信
- 『緊急特番！4年に1度の大予想！FIFAワールドカップ 優勝国をあてるときがきた！』（2022年12月3日、ABEMA SPECIALチャンネル）
- J-ENTERTAINMENT（2022年12月23日）
- KOBAYASHI FIGHT CLUB（2022年12月25日、ABEMA） - ケンドーコバヤシがMCを務めるRIZIN.40の事前情報番組、ABEMAアナウンサーの瀧山あかねと共に出演。
- 寅さん大好き！孝太＆昴生の葛飾柴又ぶらり散歩 - 2023年3月1日配信 葛飾区公式YouTube
- ドキュメンタリー『山本KIDの愛と夢 〜IT WAS ALL A DREAM〜』（U-NEXT）[48]。

### CM・広告/スポンサー
- EVERLAST - ブランド公式アンバサダーにモデルの山田麗華と共に起用[49]。
- 近江焼肉ホルモンすだく - 公式アンバサダー[50]
- Cygames
- PUMA - ブランド公式アンバサダーに女優の武田玲奈と共に起用[51]。
- 明和クリーン
- アベイル（しまむらグループ） - 三浦孝太とコラボレーションした商品などを販売[52]。
- 株式会社 江戸ヴァンス - 三浦孝太とコラボレーションした商品などを販売[53]。
- 株式会社FEDELTA[54]。
- 株式会社ネクストワン
- 静岡茶（タイのテレビCM）[55][56]。
- 海の家oneday - 公式アンバサダー[57]。
- MIRANEST株式会社 - 公式アンバサダー[58][59]
- 株式会社バランススタイル - 三浦孝太とコラボレーションした商品などを販売[60]。
- NANEI株式会社[61][62]
- REBORN FUND[63]
- ReHope（株式会社Alexis）[64]
- 株式会社オリヤマ設備
- 株式会社半田工業所
- BEAMS - BEAMS SPORTSの広告モデルに三浦孝太を起用[65]。
- 宝石みのわ - 三浦孝太とコラボレーションした商品を販売[66]。
- 株式会社ネイチャーラボ - タイ国内で放映される3Dボリュームアップシャンプー「MARO」のテレビCMに三浦孝太を起用[67][68][69]。
- Mikku - ミック -（タイのテレビCM）[70]。

### 雑誌
- FINEBOYS
- NYLON JAPAN
- GQ JAPAN
- GQ Thailand
- Rudo
- 別冊カドカワScene 12
- KAMINOGE Vol.132
- SAUNA BROS. vol.5
- 週刊ヤングジャンプ
- 週刊SPA!2023年12月26日号

### その他
- 神戸コレクション2022 SPRING/SUMMER - 2022年3月26日/27日開催[71]
- マルコメ株式会社『2022年秋冬新商品発表会「三浦家のお味噌汁とアスリートの食事」[72]
- 東京ガールズコレクション2022 AUTUMN／WINTER - 2022年9月3日開催 さいたまスーパーアリーナ[73][74]
- 小林柊矢のシングル「名残熱」のミュージック・ビデオに女優の鈴木美羽と共に出演[75]。
- PUMA 75th Anniversary "Forever.Faster." THE SHOW（2023年3月10日　代々木第二体育館） - PUMAの創業75周年を記念したファッションショーイベント。同じくプーマ契約アスリートのサニブラウン・ハキームらと共に出演。
- 写真展「SUPER LVMH ～ ART DE VIVRE Photographed by Leslie Kee」 - LVMHグループとレスリー・キーが共同で開催したファッション＆アートをテーマにした写真展イベント、三浦孝太はTAG Heuer（タグ・ホイヤー）の広告モデルとして写真展に登場[76]。

### 試合映像
1. ↑  『【試合映像】三浦孝太 vs. YUSHI / Kota Miura vs. YUSHI - RIZIN.33』RIZIN公式YouTubeチャンネル、2021年。
2. ↑  『【試合映像】三浦孝太 vs. ブンチュアイ・ポーンスーンヌーン / Kota Miura vs. Bunchuai Phonsungnoen - 超RIZIN』RIZIN公式YouTubeチャンネル、2022年。
3. ↑  『【番組】RIZIN CONFESSIONS #124（※試合映像＆YA-MANと三浦孝太による試合振り返りドキュメンタリー番組）』RIZIN公式YouTubeチャンネル、2022年。
4. ↑  『【期間限定 ※2023年12月31日まで視聴可能】【試合映像】三浦孝太 vs. YA-MAN / Kota Miura vs. YA-MAN - RIZIN.42』RIZIN公式YouTubeチャンネル、2022年。
5. ↑  『【試合映像】三浦孝太 vs. 皇治 / Kota Miura vs. Kouzi - RIZIN.45』RIZIN公式YouTubeチャンネル、2023年。

### 補足映像
1. ↑  『【番組】RIZIN CONFESSIONS #90（※試合映像＆三浦孝太とYUSHIによる試合振り返りドキュメンタリー番組）』RIZIN公式YouTubeチャンネル、2021年。
2. ↑  『【番組】RIZIN CONFESSIONS #105（※試合映像＆とによる試合振り返りドキュメンタリー番組）』RIZIN公式YouTubeチャンネル、2022年。
3. ↑  『【番組】RIZIN CONFESSIONS #142（※番組内で試合映像。皇治と三浦孝太による試合振り返りドキュメンタリー番組）』RIZIN公式YouTubeチャンネル、2023年。